# Овручское староство
О́вручское ста́роство (наместничество, повет) (укр. Овруцьке староство) — наместничество Великого княжества Литовского и староство Речи Посполитой, которое существовало в 1471—1793 годах, административно-территориальная единица Киевского воеводства с центром в городе Овруч.

## Державцы(наместники) и старостыОвручского замка
Именье старостинское было в Михайловке или Михайлове:
- (1471—?) Волчко Романович Волчкович герба «Радван двойной (Хоругви)» (? — 1486)
- (1486—1487) Роман Ивашкович Волчкович герба «Радван двойной (Хоругви)»
- (1487—1493) Горностай-Остафий Романович Волчкович герба «Радван двойной (Хоругви)?» (? — 1503)
- (1496—1503) Григорий (Юрий) Борисович Глинский герба «Глинский» (? — 1503)
- (1503—1503) Горностай-Остафий Романович Волчкович герба «Радван двойной (Хоругви)?» (? — 1503)
- (1506—1507) Семен Романович Волчкович герба «Радван двойной (Хоругви)?» (? — 1507)
- (1510[2]—1518[3]) Сенько Полозович (Семён Фёдорович Полоз) герба «Połozowicz» (? — 1529)
- (1522—1534) Михаил Михайлович Халецкий герба «Халецкий»(? — 1534)
- (1534—1534) Тихно Гринкович Козинский герба «Кирдея»
- (1534—1536) Криштоф Кмитич Кмита герба «Радван двойной (Хоругви)» (? - 1552)
- (1536—1540) Андрей Якубович Немирович герба «Ястржембец» (1462—1540)[4]
- (1540—1547) Криштоф Кмитич Кмита герба «Радван двойной (Хоругви)» (? - 1552)
- (1547—1551) Андрей Тимофеевич Капуста герба «Капуста (Одровонж отл.)»(? — 1571)
- (1551—1553) Иосиф Михайлович Халецкий герба «Халецкий» (? — 1562)
- (1553—1571) Андрей Тимофеевич Капуста герба «Капуста (Одровонж отл.)»(? — 1571)

29 марта 1572 года овручский староста Николай Сапега
- (1572—1578) Михаил Мышка Варковский герба «Корчак»
- (1578—1604) Авраам Михайлович Мышка Варковский герба «Корчак» (? — 1604)
- (1604—1615) Михаил Вишневецкий герба «Корибут» (? — 1615)
- (1616—1617) Павел Рутский герба «?»
- (1617—1624) Анджей Горский герба «Наленч» (? — 1624)
- 26 февраля 1621 года упоминается староста овручский, Лукаш Сапега герба «Лис»[6]
- (1624—1630) Стефан Андреевич Немирич герба «Клямры» (? — 1630)
- (1630—1632) Гаврило Романович Гойский герба «Кирдея» (1578—1632)
- (1632—1642) Самуэль Лащ Тучапский герба «Правда»
- (1642—1653) Владислав Стефанович Немирич герба «Клямры» (1619—1653)
- (1653—1659) Юрий Стефанович Немирич герба «Клямры» (1612—1659)
- (1659—1660) Ян-Фридерик Фридерикович Сапега герба «Лис» (1618—1664)
- (1660—1684) Миколай Янович Сапега герба «Лис» (? — 1685)
- (1684—1709) Францишек Потоцкий герба «Любич»
- (1709—1725) Йозеф-Антоний Бжуховский герба «Помян»
- (1727—1730) Александр Лентовский герба «Огончик»
- (1730—1745) Ежи Ольшанский герба «Ястржембец»
- (1747—1766) Францишек Загорский герба «Остоя»
- (1766—1794) Ян Стецкий герба «Радван»[7][8]

## Известные подстаросты и другие урядникиОвручского замка
Овручскими подстаростами и наместниками староства были:
- Вержбицкий Ян
- Витовский Рафаил
- Войнаровский Пётр
- Гаспарский Ян
- Достоевский Ярош
- Павша Михайло
- Прушинский Николай
- Сурин Ремигиян
- Сингаевский Михайло
- Тржецяк Александр
- Якуб Левковский — подстароста овруцкий (1611)[9]
- Теодор Левковский — подстароста овруцкий (1682), наместник овруцкий (1683)

Скарбники, войские, регенты:
- Даниил Левковский — регент гродский овруцкий (1696), скарбник овруцкий (1710),
- Симон Андреевич Валевский-Левковский — войский житомирский и коморник (1716), регент гродский киевский (1717), войский овруцкий (1735),
- Антоний Левковский — скарбник овруцкий (1750).

Комиссарами для устройства староства были:
- в 1647 году — Дунин Иероним, Лубовицкий Габриэль, Тржецяк Криштоф,
- в 1691 году — Павша Теодор, Ставецкий Михайло.

Городничими в замке были:
- Вышпольский Николай-Станислав,
- Скипор Николай,
- Федкевич Михаил.

Каштелянами Овручского повета были:
- Прушинский Костка-Станислав,
- Рыбинский Мартин-Антоний,

Подкомории (межевые судьи):
- Павша Ян
- Якубовский Юзеф.[10][11]

## Овручскаяшляхтав1571 году
В «регестре выбирания поборов з места его королевской милости Овруча 1571 года» указаны все категории, а порой даже имена, овручской шляхты:
- Шляхта овруцкая, которая в месте мешкае и домы свои мае: Степан и Фёдор Каленниковичи, Степан Верёвка, Дашук и Фёдор Пошипта, Степан Кожан, Богдан и Иван Першкович, Федько Свищ с матерью, Фома Полупан, Пётр Таксима, Мишко Макарович, Мартин Крупка.
- Бояре короля его милости путные: село Мошки 11, Гошов 9 (в том числе Михаил Матвеевич имел 2-х огродников), Волковичи 6, Болсуны 8, Гайовичи 5.
- Шляхта овруцкая, которая своих подданных не имела, но с дымов своих платила: село Невмержицы — Димитр, Яцько, Васько Невмержицкие, Грин и Оникей Сидкевичи, Андрей и Иван Гридковичи, Фёдор Иванович, Сахно; село Левковичи — Сезин, Томило, Гвени, Грицько Нелиповичи, Сидор Остапович и Зенко Серкович; село Кобылин — Степан Колочич, Иван Кроль, Матвей Тимошко, Йохим, Марко и Васько Ходорович, Лаврука, Грицько Семёнович, Иван Васильевич, Тарасова вдова, Федько, Денис Андреевич, Игнат, Андрей Кузьмич; село Закусилы — Степан и Богдан Закусило, Якоб Каленникович, Васьковский с подданным своим, боярин S.?; село Гапоновичи мочульские — Иван, Артём и Грицько Гапоновичи, Мишко Завялич; село Доротиче — Иван Доротич и его зять; село Вержбовское — Павел Вержбовский и его зять Малинич.
- Бояре короля его милости путные, которые под собой потроху земли мают: село Белка.
- Бояре короля его милости путные, убогие: село Круки.
- Подданные короля его милости, роботные: село Жеревцы.
- Земяне короля его милости: пан Филон Семашко и Грицько Якович с Ноздрища, Кирик Лучичи с Чарногубовского.
- Бояре короля его милости Заушские: село Дедковичи, Ходовичи, Меленовцы, Бобрыново, Искоростин, Белошице, Недашки, Выгов, Скураты.[12][13]

## Киевскиеиовручскиеземлевладельцы в1581 году

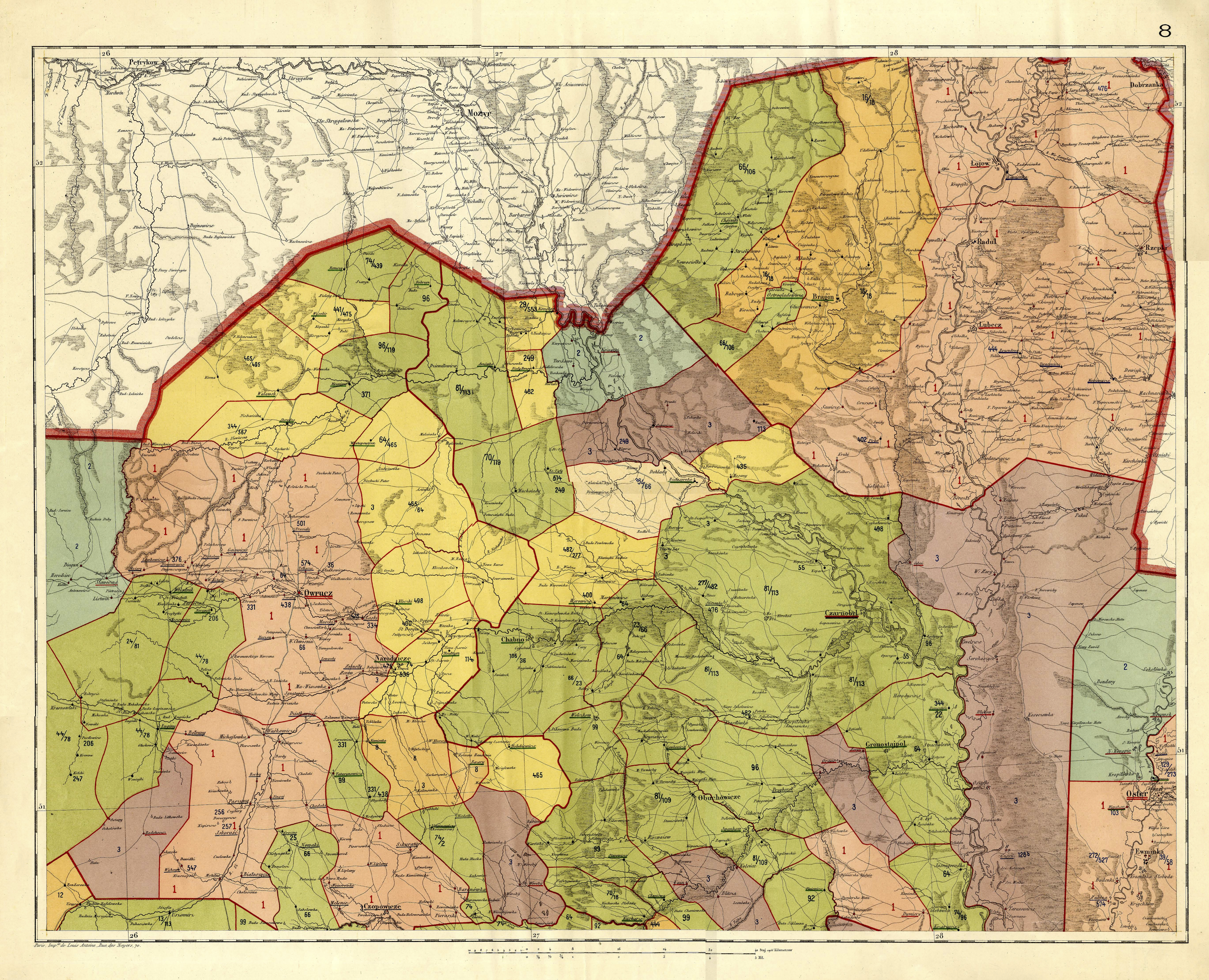
Atlas historyczny Rzeczypospolitej Polskiej. Epoka przełomu z wieku XVI-go na XVII-sty. — Dział II-gi: «Ziemie ruskie» Rzeczypospolitej / Opracował i wydał Aleksander Jabłonowski. — Warszawa; Wiedeń, 1899—1904, (Карта № 8, Овручский повет)

Согласно Книге поборов № 32 «по регестру выбирания поборов земли Киевской за 1581 год от оседлых собиралось по 15 грошей, от загродников по 4 гроша и от коморников по грошей 2», где поимённо указаны землевладельцы киевские (в том числе овручские) с их владениями:
- Князь Константин, воевода киевский: Бараши, Глумча, Ивановичи, Вильско, Житковка, Романовка, Пулине, Терпило, Гальча, Подлубе, Кощичин, Тухновичи, Мышки, Чернича.
- Князь Александр Пронский, стольник ВКЛ и староста луцкий: Резан, Горосковичи, Солидаров, Красне, Сушки, Лохоновичи, Мотыловичи, Андрейовичи.
- Князь Юрий Радзивилл, бискуп виленский: волость Оборская.
- Ксьондз бискуп киевский: Козушковичи, Чарногродщизна, Вечище, место Киев (часть)
- Архимандрит Печерского монастыря, Хриптович Милентий: Оревичи, Срокосиче, Хлубов, Ожитковичи, Новосёлки, Тарасовичи, Сваромель, Заблотье, Чудзин, Висшовице, Тмине, Чоповичи, Росохи, Оране, Дубочна, Слободка.
- Пан Чесний Харлинский, подкоморий киевский: Хабное, Мартиновичи, Максимовичи, Захал, Довлады, Белозроки, Гладковичи, Новаки, Плоцкое, Гостомель, Бышов, Витешов, Острогладовичи, Позельницы, Богушовичи, Стржелишов, Бугайовка.
- Князь Михаил Вишневецкий, староста черкасский и каневский: местечко Брагин (половина).
- Князь Александр Вишневецкий: Мойшевичи, Рокитне, Беловеж, Замысловичи, Горловичи, Овруч (часть), Брагин (половина), Микуличи, Сельце, Литвин, Глезолбе, Велатын.
- Капитула Виленская, именья в повете киевском: Городец, Бритовинцы, Бегунь, Торин (Тхорин), Можары, Листвин, Залещье, Васьков, Тимохи, Озеряны, Войковичи, Кулики.
- Филон Кмита Чернобыльский, воевода смоленский: Чернобыль, Толстый Лес, Копачовцы, Сцепеличи, Моколовичи, Радзины, Париши, Гошля, Веледники, Закорничи, Стуговщина, Юрковщина, Сорокопень, Лелеты.
- Пан Горностай: Тулин, Колодежна, Прокопичи, Копановчина, Максимовцы.
- Пан Ельц, писар земский киевский: Народичи, Зодне, Малин, Кухары, Литвинковчина. Ремезов, Движок.
- Отец митрополит киевский: Воробеевичи, Унине, Зарудье, Михалки, Коленки, Дедковичи, Толокуня, Зазимье, Погребы, Свиноеды.
- Пан Тышкович Логойский, воеводич берестейский: местечко Слободище.
- Пан Стефан Ложка (Лозко), подчаший киевский: Зребяжин, Раковщина, Вечоров.
- Пан Василь Мощеницкий: Скородное, Раковщина, Кузьмичи, Фосничи.
- Паны Фёдор, Гапон, Ждан Дзедки Трипольские: Клочки, Чикаловичи, Кощовщина, Базани.
- Отец игумен и братья его монастыря Пустынского Микульского: Зубковичи, Илаки, Черниговцы, Скородное, Мухоедовичи, Княжище, Бортники, Ковалин, Гвоздев, Вета.
- Князь Юрий Корецкий: Ярова, Борова, Ходорковичи, Киев (часть), Житомир (часть), Овруч (поборы с торговцов, ремесленников, куничников, бояр, что в месте мешкают под юрисдикцией замковой), Коростышов, Топорище, Старый Хоростышов и Волосов, Старовичи, Сидоровичи, Солодыри, Горошковичи.
- Пан Александр Тыша: местечко Ходорков, Сидоровичи.
- Князь Владислав Збаражский: Кухары, Захальче, Ясениц.
- Пан Скумин, подскарбий надворный литовский: Чернина, Гошли.
- Пан Ясликовский: Старостиличи.
- Пани Тышина: Оропайов, Нещеры, Криничи.
- Пан Стрибил: Филиповичи, Ворсичи, Новосельщизна, Булгаки, Чебеновск, Ловков.
- Пани Слущина: Опашичина.
- Пан Иван Фурс, судья пинский, именья в киевском повете: Рощицы, Козаровичи, Белые Бреги.
- Паны Александр и его брат Иван Ворона: части Трояновичи, Сумско, Новосёлки, Мократище, Денисовичи.
- Пан Семён Прежовский: Прежов.
- Пан Василь Коташович: Пирожичи, Тулащицы.
- Пан Богуш Улькевич: Лебовское, Гореничи, Лобашов, Новосёлки.
- Пан Ян Сташинский: Вербковичи.
- Князь Балтазар Лукомский: те же Вербковичи.
- Пан Андрей Сингур: Ноздрище, Пупковщина, Трояновичи.
- Пан Иван Сущанский: Пасынковичи, Обуховичи, Турчиновичи, Захальче, Мелешковщина, Мозенковичи, Мозыще.
- Пан Миколай Франкович: Мазаны.
- Пан Иван Маркович, урядник чернобыльский приобрёл у Ивана Солтана Холибеевичи, Красная.
- Пани Слущина, пани Иванова и пани Миколаева, пан Грегор Макарович: Мухоедовичи.
- Пан Иван Шишка Ставецкий: Собечин, Велавско, Корма, Давидковичи.
- Пан Димитр Долматович: Исаки, Сергиры.
- Пан Богуш Крижин: Гульча.
- Пан Тихна Коркошка: Мохульничи, во Вручом мешкае 6.
- Пан войт корецкий: Горловичи.
- Пан Панас Тризна: Рокитне, Замысловичи, Горловичи, Браниковщина.
- Пан Юрий Подбельский: Копожевичи (Коптевич), Кольское, Серковское.
- Пан Богдан Сапега, каштелян берестейский: Радомля, Гузино.
- Пан Иван Ласко: Скородное, Корчино.
- Пан Богдан Липинский: Рековщина.
- Пан Ян Витунский: Пузеловичи.
- Пан Михал Гричина: Горловщина.
- Пан Богуфал Павша: Драни, Зарновичи, Норинск, Зоровцы.
- Пан Гневош Стрыжовский, небожчик Останко: Дзетковичи.
- Пан Андрей Сурин: Зеленцы, Белые Бреги, Варевцы.
- Пан Слотолинский: Прибытки.
- Пан Тимофей Толкач: Кочицы.
- Пан Матеуш Березецкий: Зидоновичи, Вохница.
- Пан Витовский, подстароста овруцкий: Витовское.
- Пан Горайн: Кольска.
- Пани Татьяна Воронина: Кожура.
- Пан Димитр Раптинский: Обиходовщина, Застава.
- Пан Солтан: Белокоровичи, Выступовичи.
- Пан Иван Солтан, писар гродский киевский: Княжища, Давидковичи.
- Пан Андрей Непитущий: Горволицы.
- Паны Годей и Потей Сурины: Соколовичи, Илинцы, Белые Бреги, Варевцы (часть пана Бокия).
- Бояре Кубылинские.
- Мулех Баранович, Чит Онофриевич.
- Пётр Сарнинка, Степан Веревчиц.
- Остап Иван и Богдан Закусиловичи.
- Кузьма Ласко.
- Бояре Овруцкие: Фёдор Закусило, Олизар и Мина, Артем и Иван, Иван Солтанович (Халепья).
- Бояре з Искоростеня: Грицько и Димитр, Яцько Гуменецкий.
- Пан Сокор Грегорий: Трояновцы.
- Пани Димитрова Орина Рогозинская: Высокое, Велавск.
- Пан Герасим Сурин: Реговчина, Гавриловцы.
- Паны Василь Симонович и Богданович Корчовские: Мининковичи, Безов, Корчовка (и Лемеш Кирдей).
- Пан Стефан Филиповский: Скоморохи, Филиповцы.
- Пан Андрей Бабинский: Каменное. Лучин.
- Пан Грегор Покалевский и Опранья Покалевская: Покалёв, Давидковичи.
- Пан Александр Ворона: Шумск, Новосёлки, Мократище, в Житомире оседл. 1
- Пани Гошкова Балызина (Осники), пани Андрушкова (Базани), пани Янова Герчикова (Павловичи).
- Филон Симашко (Ноздрищи).
- Пан Семён Триска: Лесники.
- Паны Станислав и Миколай Ворона: Ловков.
- Исак Посняк, Семён Щенёвский (Щенёв), Мартьянович.
- Бояре Корчовские: Иван, Яцько, Грицько Гапоновичи, Мисько Романовичи, Богдан Лавринович с Тенелиловского.
- Заушане: Мелены (два брата), Скураты, Василь Малкович (Ходаки), Богдан Каленский, бояре с Недашек и с Клещов, Радзивон с Белошиц.
- Невмержицкие Бояре, оседлых 6. Розмерко и Грин Гаевичи 1 флор. От Бояр 4 братьев Гайовичов по грошей 15.
- Заушские Бояре с села Дзедкович: Иван Угельский, Яков Каленух, Сцинаховский с братом, Иван Багриновский, Йосип Петрович Искоростенский, Стефан Лучич, Яцько и Игнат Выговские, Фёдор Куташник с сынми своими.
- Бояре с Бехов 2 дали по гр. 15.
- Иван Фёдорович поп Микульский с села Мочульнице.
- Бояре Левковские 3, а четвёртый Верповский дали по 15 грошей.[14][15]